# Marc Delpoux
Marc Delpoux (Narbona, 1963) és un entrenador francès de rugbi a XV que havia jugat a la posició de tercera línia centre.

## Historial
Jugà a la USAP de Perpinyà de 1992 a 1996 al lloc de tercera línia centre. Després de la seva carrera de jugador, abraçà la d'entrenador i dirigí el RC Narbonna, el Rugby Calvisano de 2006 a 2009 i després l'Union Bordeaux Bègles de 2009 a 2012. Durant la temporada 2010-2011, obtingué el títol de millor entrenador de la Pro D2 amb Laurent Armand i Vincent Etcheto, a la Nit del rugby 2011.
El gener de 2012 signà amb l'USAP de Perpinyà un contracte d'entrenador per dos anys a partir de la temporada 2012-2013.